# Noc poślubna

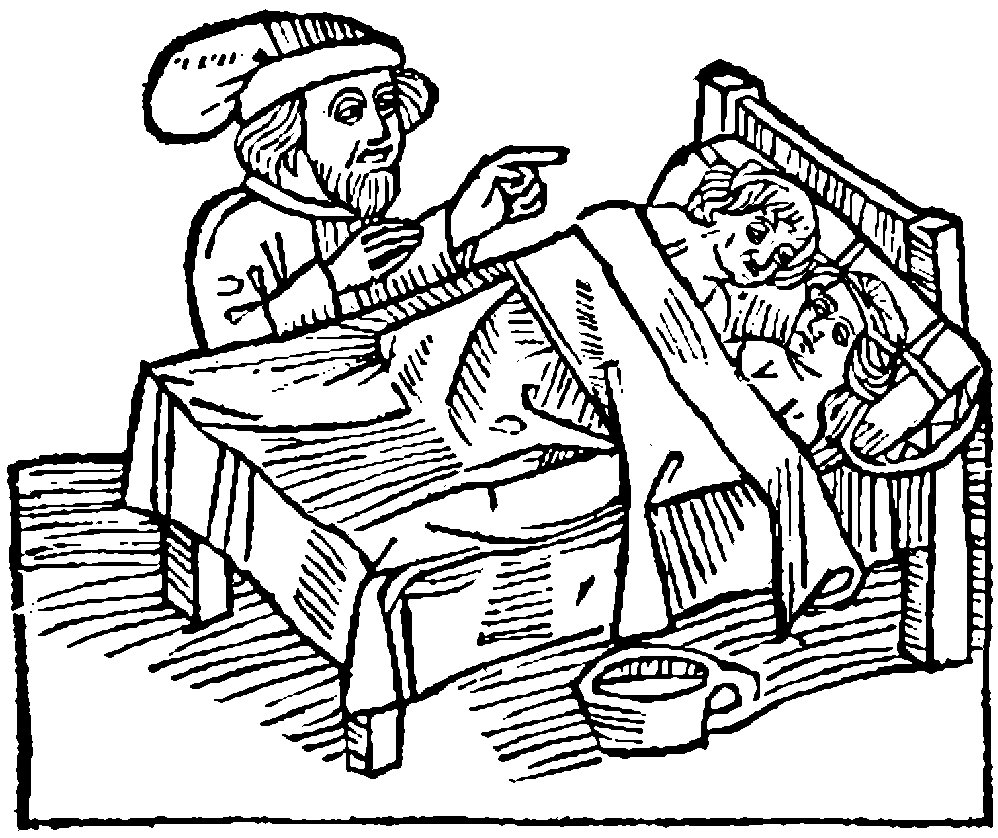
Rytualna defloracja w trakcie nocy poślubnej. Drzeworyt, Otto von Diemeringen, XIV/XV w.

Noc poślubna – noc następująca bezpośrednio po zawarciu małżeństwa.
W przypadku niektórych kultur związana z procesem udowodnienia zajścia defloracji u panny młodej (np. poprzez publiczne pokazanie zakrwawionego prześcieradła), co decydowało o ważności małżeństwa.
Na niektórych dworach królewskich, gdzie w grę wchodziły prawa dynastyczne i feudalne, praktykowany bywał zwyczaj konsumowania małżeństwa pierwszej nocy przy świadkach (pokładziny). Miało to zapobiegać ewentualnym przyszłym próbom unieważnienia małżeństwa i potwierdzać legalne pochodzenie przyszłego dziedzica.